# Sonata per pianoforte n. 9 (Skrjabin)
La Sonata per pianoforte n. 9, Op. 68, comunemente nota come Messa nera, è una delle ultime sonate per pianoforte composte da Aleksandr Skrjabin. L'opera è stata scritta tra il 1912 e il 1913. Sebbene il suo soprannome non sia stato inventato da Skrjabin (a differenza del soprannome Messa Bianca dato alla sua settima sonata), fu approvato dall'autore.

## Struttura e contenuto
La nona sonata è costituita da un singolo movimento. Di solito dura 8-10 minuti ed è annotata come segue:
1. Moderato quasi andante - Molto meno vivo - Allegro molto - Alla marcia - Allegro - Presto - Tempo primo

Come gli altri lavori tardivi di Skrjabin, il pezzo è altamente cromatico. La Sonata Messa nera è particolarmente dissonante perché molti dei suoi temi sono basati su un intervallo di nona minore, uno dei suoni più instabili. Il suo marcato "legendaire" cattura esattamente il senso di un lamento misterioso distante che cresce in forza e minaccia. Il tema di apertura viene costantemente trasformato, dai primi trilli l'arpeggio sembra inquietante e poi si sposta completamente, precipitando infine in rapide cascate in una marcia grottesca. Skrjabin costruisce una struttura continua di crescente complessità e tensione e persegue la combinazione di temi con insolita tenacia, raggiungendo infine un culmine penetrante come qualsiasi cosa nella sua musica. Il pezzo termina con il ripristino del tema originale.
Come le altre sonate di Skrjabin, è sia tecnicamente che musicalmente molto impegnativa per il pianista, a volte si estende a tre pentagrammi rispetto ai due standard utilizzati nella musica per pianoforte.

## Incisioni
La nona sonata, una delle opere più note di Skrjabin, è stata largamente eseguita e registrata, in particolare da Vladimir Horowitz, Vladimir Sofronickij, Vladimir Aškenazi, Svjatoslav Richter, Andrej Hoteev, Garrick Ohlsson e Burkard Schliessmann.